# Mount Susini
Mount Susini (in Argentinien Monte Susini) ist ein 370 m hoher Berg auf Laurie Island im Archipel der Südlichen Orkneyinseln. Er ragt am nordwestlichen Ende der Mackenzie-Halbinsel auf.
Wissenschaftler einer argentinischen Antarktisexpedition (1956–1957) benannten ihn nach Telémaco Susini (1856–1936), Pathologe und Anatom der Universidad de Buenos Aires. Das UK Antarctic Place-Names Committee übertrug diese Benennung 1980 ins Englische.